# Achávalite

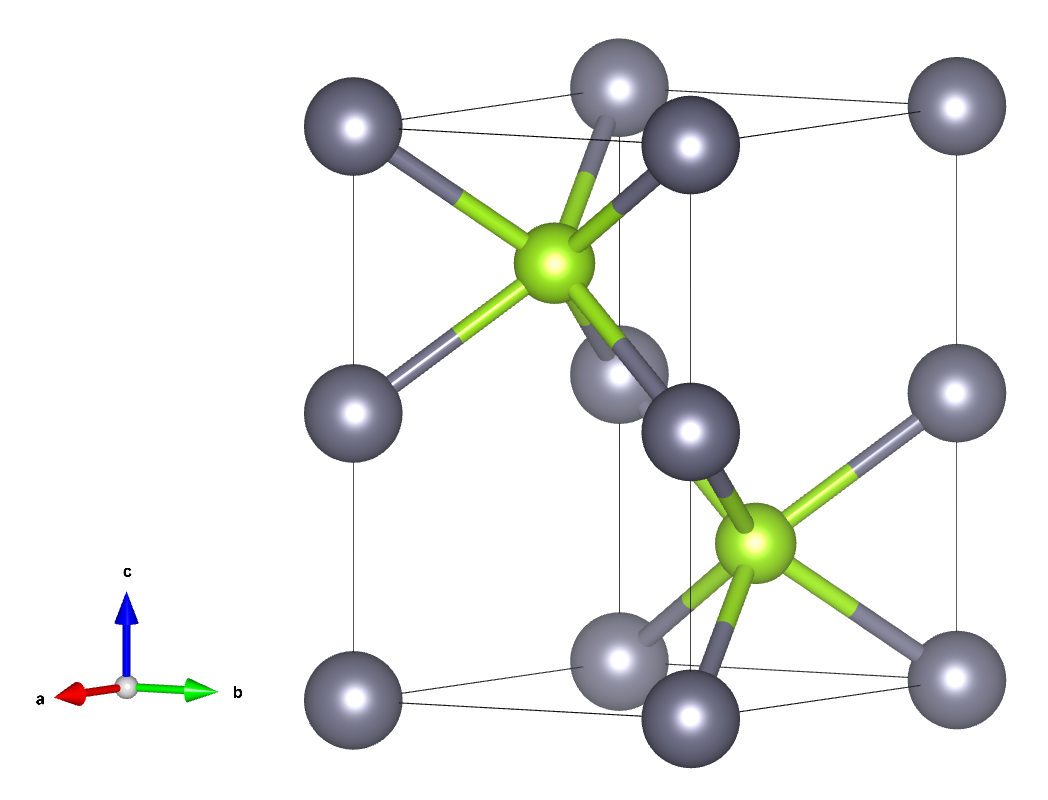
Struttura dell'achávalite

L'achávalite (simbolo IMA: Ahv) è un minerale molto raro della classe dei minerali "solfuri e solfosali" con la composizione chimica FeSe. Da un punto di vista chimico, l'achávalite è quindi un seleniuro di ferro, un composto del gruppo delle sostanze dei selenuri, che è correlato ai solfuri, con il rapporto ferro:selenio = 1:1.

## Etimologia e storia
L'achávalite è stata scoperta per la prima volta nella fossa di Cacheuta sul monte Cerro de Cacheuta nella Sierra de Cacheuta in Argentina, che appartiene alla provincia di Mendoza. Fu descritto per la prima volta nel 1939 da Juan Augusto Olsacher (1903-1964), che lo chiamò così in onore di Luis Achával (1870-1938). Fu professore all'Università nazionale di Córdoba e, insieme a Manuel Rio, autore della Geografia de Córdoba.
Nella prima descrizione di Olsacher e in molte pubblicazioni più antiche, il nome minerale può essere trovato nella letteratura scientifica anche come achavalite (senza l'accento acuto sopra la a) che, tuttavia, non corrisponde alle specifiche per la denominazione dei minerali dell'Associazione Mineralogica Internazionale (IMA), che è stata fondata nel 1958, secondo la quale, nel caso di minerali che prendono il nome da una persona, occorre fare in modo che venga adottata l'ortografia del nome. L'ortografia incoerente dei loro nomi per molti minerali è stata corretta con la pubblicazione  Tidying up Mineral Names: an IMA-CNMNC Scheme for Suffixes, Hyphens and Diacritical marks nel 2008 e ha compensato alcuni nomi di minerali mancanti come achávalite nella Newsletter 28 della Commissione IMA sui nuovi minerali, nomenclatura e classificazione (CNMNC) 2015. Da allora, il nome achávalite è stato usato a livello internazionale nell'ortografia con la scrittura corretta.

## Classificazione
Già nell'obsoleta 8ª edizione della sistematica minerale secondo Strunz, l'achávalite apparteneva alla classe minerale di "solfuri e solfosali" e lì alla sottoclasse dei "solfuri con M:S = 1:1", dove era elencata insieme a breithauptite, freboldite, imgreite, jaipurite, kotulskite, langisite, niccolite, pirrotite, sederholmite, smythite e troilite con le quali forma la "serie NiAs" con il sistema nº II/B.09a.
Nella Sistematica dei lapis (Lapis-Systematik) di Stefan Weiß, che è stata rivista e aggiornata l'ultima volta nel 2018 e si basa ancora su questa classificazione classica di Strunz per considerazione verso i collezionisti privati e le collezioni istituzionali, al minerale è stato assegnato il sistema e il minerale nº II/C.19-60. In questa Sistematica ciò corrisponde alla classe dei "solfuri e solfosali" e lì alla sottoclasse "Solfuri con metallo: S, Se, Te ≈ 1:1", dove l'achávalite forma un gruppo indipendente, ma senza nome insieme, a heideite, jaipurite, modderite, pirrotite, smythite, troilite e westerveldite.
Anche la 9ª edizione della sistematica minerale di Strunz, valida dal 2001 e aggiornata dall'IMA fino al 2009, classifica l'acávalite nel dipartimento dei "Solfuri metallici, M:S = 1:1 (e similari)". Tuttavia, questo è ulteriormente suddiviso in base ai metalli predominanti nel composto, in modo che il minerale possa essere trovato in base alla sua composizione nella suddivisione "con Ni, Fe, Co, PGE, ecc.", dove si trova insieme a breithauptite, freboldite, esatestibiopanickelite, jaipurite, kotulskite, langisite, niccolite, sederholmite, sobolevskite, stumpflite, sudburyite, vavřínite e zlatogorite, con le quali forma il "gruppo della niccolite" con il sistema nº 2.CC.05.
Allo stesso modo, la classificazione dei minerali secondo Dana, che viene utilizzata principalmente nel mondo anglosassone, classifica l'achávalite nella classe dei "solfuri e solfosali" e lì nella sottoclasse dei "minerali di solfuro". Anche in questo caso si trova nel "Gruppo della niccolite (esagonale: P63/mmc)" con il sistema nº 02.08.11 all'interno della suddivisione "Solfuri – compresi seleniuri e tellururi – con composizione AmBnXp, con (m+n):p = 1:1".

## Abito cristallino
L'achávalite cristallizza nel sistema esagonale nel gruppo spaziale P63/mmc (gruppo nº 194) con i parametri di reticolo a = 3,64 Å e c = 5,95 Å e con due unità di formula per cella unitaria.

## Origine e giacitura
Nella sua località tipo di Cacheuta, l'achávalite si è formata nel calcare delle rocce porfiriche intervallate da mineralizzazione del selenio, che formano una miscela a grana fine di clausthalite, naumannite, klockmannite, umangite, berzelianite, eucairite, tyrrellite ed eskebornite.
A parte la sua località tipo in Argentina, il minerale è stato, a partire dal 2018, rilevato solo nel deposito di selenio di Yutangba nella prefettura autonoma di Enshi, nel sud-ovest della provincia cinese di Hubei. Un altro sito non specificato nella Sierra de Cacheuta in Argentina non è stato ancora confermato.

## Forma in cui si presenta in natura
L'achávalite è stata trovata solo sotto forma di aggregati granulari o massicci. Il minerale è opaco in qualsiasi forma e mostra una brillantezza metallica sulle superfici degli aggregati da grigio a grigio scuro.